# Serhij Ljubtschenko
Serhij Oleksijowytsch Ljubtschenko (ukrainisch Сергій Олексійович Любченко, russisch Сергей Алексеевич Любченко Sergej Ljubtschenko; * 31. Mai 1984 in Poltawa) ist ein ukrainischer Handballspieler.
Der 2,02 Meter große und 98 Kilogramm schwere linke Rückraumspieler stand von 2005 bis 2012 bei ZTR Saporischschja unter Vertrag, mit dem er 2007, 2008, 2009, 2010 und 2011 ukrainischer Meister sowie 2011 Pokalsieger wurde. Zuvor lief er für den belarussischen Verein Brest GK Meschkow auf, mit dem er 2004 und 2005 jeweils Meisterschaft und Pokal errang.
Serhij Ljubtschenko erzielte in fünf Länderspielen für die ukrainische Nationalmannschaft fünf Tore (Stand: Dezember 2009) und stand im Aufgebot für die Europameisterschaft 2010.